# Pirata luzonensis
Pirata luzonensis là một loài nhện trong họ Lycosidae.
Loài này thuộc chi Pirata. Pirata luzonensis được Alberto Barrion & James A. Litsinger miêu tả năm 1995.

## Hình ảnh

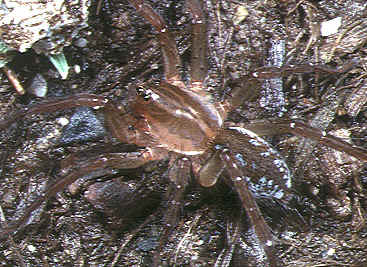